# 張裳

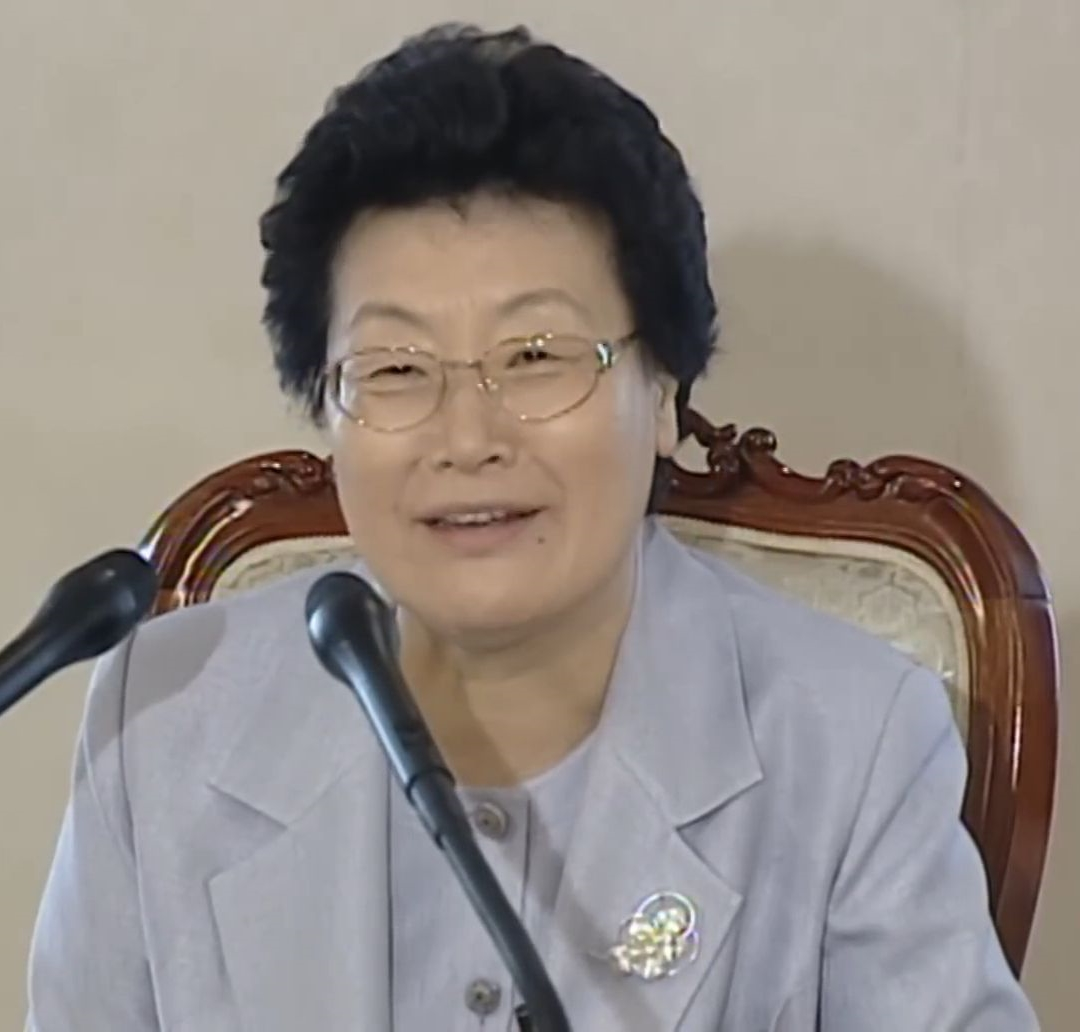
張裳

張裳（韓語：장상，1939年10月3日—），韩国女政治家、牧師、神學家、教授，平安北道龍川郡人，1947年與母親逃亡到首爾，曾於2002年任代總理，成為韓國首位女性代理總理（正任总理则为韩明淑）。

## 生平
1962年毕业于韩国梨花女子大学，获理学学士学位。在美国耶鲁大学获得神学硕士学位，1977年2月，她从普林斯顿神学院毕业，获神学博士学位。1996年担任梨花女子大学校长。
2002年7月11日，被金大中总统提名为韩国总理候选人，7月31日，韩国国会因张裳涉嫌“窜改学历、进行房地产投机买卖”，以及“帮助长子获得美国国籍以逃避兵役”等一系列有争议的问题，否决了張裳的总理任命。